# Bactérie cellulolytique
Une bactérie cellulolytique est une bactérie possédant la capacité de lyser la cellulose en molécules plus simples, comme le cellobiose et le glucose.

## Genres bactériens impliqués
La capacité à dégrader la cellulose est partagée par de nombreux genres bactériens, appartenant principalement aux Firmicutes, aux Bacteroidetes et aux Actinobacteria, dont les genres Cellulomonas, Clostridium, Bacteriodes, Bacillus, Fibrobacter, Cytophaga, Prevotella, Butyrivibrio, Eubacterium, Ruminococcus. Il existe également des bactéries cellulolytiques dans le phylum des Spirochaetae.
D'un point de vue fonctionnel, elles peuvent être divisées en trois groupes: les bactéries cellulolytiques anaérobies, dont une grande partie est proche du genre Clostridium, et qui comprend également Ruminococcus, Fibrobacter et Butyrivibrio; les bactéries cellulolytiques aérobies à enzymes extracellulaires appartenant au groupe des Gram+, qui comprend Cellulomonas; le groupe des bactéries cellulolytiques aérobies développant des stratégies de glissement sur la cellulose, comme les genres Cytophaga et Sporocytophaga.

## Mécanismes de cellulolyse
Les bactéries cellulolytiques dégradent la cellulose grâce à la synthèse de cellulases, qui hydrolysent la cellulose en monosaccharides (beta-glucose), oligosaccharides ou polysaccharides. Il existe plusieurs types de cellulases, classées suivant le site d'hydrolyse de la molécule et suivant leur mode d'action : endoglucanases, exoglucanases (dont les cellodextrinases et les cellobiohydrolases) et les b-glucosidase.
Leur localisation peut être extracellulaires ou membranaire. Les cellulases membranaires font partie de complexes multienzymatiques, les cellulosomes, qui comprennent des dockerines et des cohesines, assurant la cohésion de l'ensemble, des carbohydrates-binding modules, reliant le cellulosome à la cellulose et des protéines d'ancrage, reliant le cellulosome à la membrane bactérienne,. Les cellulase extracellulaires sont libres mais plusieurs enzymes différentes peuvent être successivement nécessaire pour conduire la cellulolyse à son terme, ces complexes leur permettant d’avoir une grande concentration de protéines caractérisées principalement pour l’hydrolyse de la cellulose.
Les cellulases extracellulaires libres se rencontrent chez les bactéries aérobies tandis que les cellulosomes membranaires sont typiques des bactéries anaérobies, qui adhèrent étroitement à leur substrat.

## Importance environnementale
La cellulose étant la molécule organique la plus abondante sur terre, les bactéries cellulolytiques jouent un rôle crucial dans les cycles biogéochimiques, principalement dans le cycle du carbone.
Elles ont peu été étudiées dans les sols où elles sont probablement très abondantes, en revanche leur importance dans le tube digestif des animaux est bien connue.
La cellulolyse peut se dérouler en conditions aérobies et anaérobies. La cellulolyse en conditions anaérobies concerne 5 à 10 % de la cellulolyse mondiale, et concerne les tubes digestifs des animaux, les sols et les eaux anoxiques, les tourbières et les sédiments.
Les bactéries cellulolytiques sont présentes dans le système digestif de certains animaux, comme le rumen des ruminants, l'estomac des chevaux et des wallaby, le tractus digestif de certaines espèces de termites. Elles jouent un rôle important dans leur nutrition en leur permettant de consommer des substrats peu digestes comme les plantes herbacées ou le bois. Elles dégradent la cellulose en glucides simples qu'elles utilisent pour leur prolifération. La biomasse bactérienne ainsi produite est ensuite digérée par l'animal qui les héberge. Le système digestif des ruminants abrite plutôt des bactéries anaérobies strictes (notamment Ruminococcus, Butyrivibrio et Bacteroides), tandis que le système digestif des termites abrite plutôt des bactéries anaérobies facultatives ou microaérophiles, dont le principal genre est Bacillus.

## Importance économique et industrielle
Les bactéries cellulolytiques sont impliquées dans les processus de fermentation permettant la production du café. les cellulases d'origine bactérienne sont également utilisées dans l'industrie du textile et du papier ou dans la production de biocarburants de seconde génération. Les bactéries cellulolytiques utilisées dans l'industrie peuvent être des bactéries cellulolytiques domestiquées ou des organismes génétiquement modifiés, transformés pour acquérir la capacité de dégrader la cellulose.